# Красная Горка (Калининский район)
Кра́сная Го́рка — деревня в Калининском районе Тверской области. Относится к Тургиновскому сельскому поселению.

## География
Расположена южнее Твери, на Тургиновском шоссе, в 1 км до села Тургиново.

## История
Возникла в XIX веке как посёлок сыроваренного завода. В 1930-е годы здесь находилась Тургиновская МТС.
В 1997 году в деревне Красная Горка было 46 хозяйств, 125 жителей.

## Население
| 1997 | 2008 | 2010 |
| ---- | ---- | ---- |
| 125  | ↗137 | ↘121 |